# Zacisze (stacja metra)
Zacisze – stacja linii M2 metra w Warszawie. Znajduje się w dzielnicy Targówek na osiedlu Zacisze, w ciągu ulicy Figara, przy skrzyżowaniu z ulicami Codzienną, Rolanda i Spójni.

## Opis
Budowa stacji rozpoczęła się w 2019. Nazwa stacji została nadana przez Radę m.st. Warszawy w sierpniu 2020.
Stacja została otwarta dla ruchu pasażerskiego 28 września 2022 roku.
Stacja C19 Zacisze została zaprojektowana przez firmę ILF Consulting Engineers Polska. Korpus stacji ma długość 179 m. Całkowita kubatura obiektu wynosi 74 199 m². Tym samym jest to najmniejsza stacja wschodniego odcinka linii M2. Na ścianach zatorowych stacji znajdują się panele aluminiowe na których nadrukowane są grafiki autorstwa Piotra Młodożeńca.
Stacja była krytykowana ze względu na położenie na terenie osiedla domów jednorodzinnych i związaną z tym niewielką liczbę podróżnych. Według danych z marca 2024 roku ze stacji korzystało ok. 1500 pasażerów dziennie.